# Bruce Arians
Bruce Charles Arians (3 de outubro de 1952) é um treinador e executivo de futebol americano. Atualmente é o consultor sênior de futebol para o Tampa Bay Buccaneers, time que dirigiu por três temporadas entre 2019 e 2021. Anteriormente, foi o treinador principal do Arizona Cardinals entre 2013 a 2017. Além disso, foi treinador interino do Indianapolis Colts durante a temporada de 2012. Fora da NFL, foi o técnico de futebol da Universidade Temple de 1983 a 1988. Ele é conhecido por seu slogan: "Sem risco, sem biscoito", por conta de sua característica de incentivar o jogo agressivo.
Assistente ofensivo durante a maior parte de sua carreira de treinador, Arians ocupou seu primeiro cargo de técnico da NFL com os Colts quando o técnico Chuck Pagano foi tratado de leucemia. Como técnico interino de Indianapolis por 12 semanas, Arians guiou a equipe que teve 2 vitórias e 14 derrotas na temporada anterior, para um recorde de 9 vitórias e 3 derrotas, ganhando uma vaga nos playoffs. Ele foi nomeado técnico do ano pelo prêmio entregue pela Associated Press e foi o primeiro técnico interino a receber a homenagem.
Seu sucesso em Indianapolis o levou a se tornar o treinador principal do Arizona Cardinals por cinco temporadas, onde os levou em duas oportunidades a pós-temporada, um título de divisão e uma participação em uma final de conferência NFC em 2015. Ele também recebeu seu m segundo prêmio de treinador do ano após a temporada de 2014.
Após de se aposentar inicialmente em 2017, Arians retornou em 2019 para assumir o Tampa Bay Buccaneers. No comando, os levou à sua primeira aparição nos playoffs desde 2007 e ao segundo título do Super Bowl da franquia no Super Bowl LV, em sua segunda temporada com o time. Aos 68 anos, foi o treinador principal mais velho a vencer um Super Bowl. Em 30 de março de 2022, Arians informou que ele estava se aposentando da função de treinador de Tampa, mas permaneceria com o time na função de consultor sênior de futebol [americano].